# Binnendünen und Wälder bei Altwarp
Binnendünen und Wälder bei Altwarp este o arie protejată (arie de protecție specială avifaunistică — SPA) din Germania întinsă pe o suprafață de 1.742 ha, integral pe uscat.

## Localizare
Centrul sitului Binnendünen und Wälder bei Altwarp este situat la coordonatele 53°43′27″N 14°13′23″E / 53.7242°N 14.2231°E.

## Înființare
Situl Binnendünen und Wälder bei Altwarp a fost declarat arie de protecție specială avifaunistică în aprilie 2008 pentru a proteja 8 specii de animale.

## Biodiversitate
Situată în ecoregiunea continentală, aria protejată nu include niciun habitat protejat.
La baza desemnării sitului se află mai multe specii protejate de  păsări (8): fâsă-de-câmp (Anthus campestris), caprimulg (Caprimulgus europaeus), ciocănitoare neagră (Dryocopus martius), codalb (Haliaeetus albicilla), sfrâncioc roșiatic (Lanius collurio), ciocârlie de pădure (Lullula arborea), gaia roșie (Milvus milvus), pupăză (Upupa epops).